# Seevetal
Seevetal est une commune allemande située en Basse-Saxe, dans l'arrondissement de Harburg.

## Histoire
Seevetal a été créée le 1er juillet 1972 lors de la fusion de 19 anciennes communes autonomes qui sont devenues des quartiers de Seevetal.
Les dix-neuf quartiers sont :
| - Beckedorf - Bullenhausen - Emmelndorf - Fleestedt - Glüsingen - Groß-Moor - Helmstorf - Hittfeld - Hörsten - Holtorfsloh - Horst - Klein-Moor - Lindhorst - Maschen - Meckelfeld - Metzendorf - Ohlendorf - Over - Ramelsloh |

## Jumelage
Decatur (Illinois) (États-Unis)